# Sebastianismus

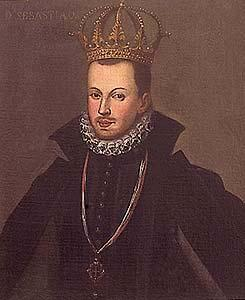
König Sebastian von Portugal († 1578)

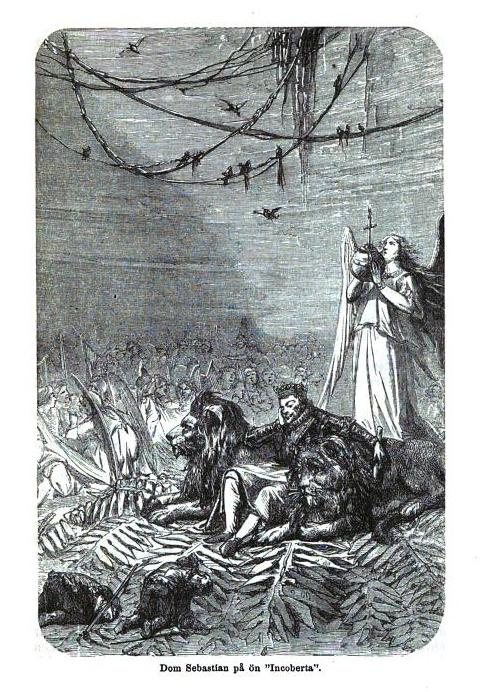
Sebastian schläft von Engeln behütet auf der magischen Insel Incoberta

Als Sebastianismus wird eine mythische bzw. messianische Richtung der portugiesischen Kultur bezeichnet, die vom 16. bis ins 20. Jahrhundert Bestand hatte.

## Inhalt
Ähnlich dem deutschen Mythos vom im Kyffhäuser schlafenden Kaiser Barbarossa basierte auch der Sebastianismus auf der idealisierten Verklärung eines „schlafenden“ Herrschers. So soll der junge Sebastian von Portugal 1578 nicht in der Schlacht von Alcácer-Quibir gefallen sein, sondern auf die sagenhafte Insel Incoberta „entrückt“ worden sein, wo er als „verborgener König“ (rei encuberto) in Gesellschaft zweier Löwen auf seine Wiederkunft warte.
Einer anderen Überlieferung zufolge habe er sich für die Zeit bis zu seiner Rückkehr als Herrscher in ein Kloster zurückgezogen und bete dort für sein Volk.

## Wirkungsgeschichte
Einige Traditionen romantisierten ursprünglich nur den tragischen „Heldentod“ des ritterlichen Königs. Da sein Leichnam auf dem Schlachtfeld nicht gefunden werden konnte, glaubten jedoch zahlreiche Portugiesen auch, er sei nicht gestorben und werde zur rechten Zeit zurückkehren, um sein Land vom zunehmenden Niedergang unter der spanischen Herrschaft (1580–1640) zu erlösen. Thronanwärter und Hochstapler nutzten diesen Glauben für anti-spanische Aufstände und gaben sich als der wiedergekehrte Nationalheld aus. Aber auch außerhalb der iberischen Halbinsel hatte der Sebastianismus Auswirkungen; 1598 beispielsweise trat in Venedig ein Mann auf, der behauptete, der verschwundene portugiesische König zu sein. Noch als Portugal im Jahr 1640 wieder unabhängig wurde, musste der neue König Johann IV. schwören, abzudanken, falls Sebastian wieder auftauche und den Thron übernehmen wolle. Dieser wäre zu diesem Zeitpunkt bereits 86 Jahre alt gewesen.
Bis etwa 1830 war der Sebastianismus in Portugal von politischer Bedeutung, und noch Mitte des 19. Jahrhunderts war er in entlegenen Gebieten der ehemaligen portugiesischen Kolonie Brasilien lebendig. Auch das Brockhaus Conversations-Lexikon gab noch 1851 im Artikel Alcazar-Quivir zu der Schlacht von 1578 lediglich an: „Sebastian [...] verschwand seitdem“. Der Sebastianismus gilt auch als einer der Ursprünge der Saudade, einer Form der Wehmut und des Weltschmerzes, die als portugiesisches „Nationalgefühl“ angesehen wird.
Im 20. Jahrhundert wurde in Portugal die Tradition des Sebastianismus besonders unter António de Oliveira Salazar erneut gepflegt und für ideologische Ziele gegen Demokratie sowie Liberalismus funktionalisiert.

## Bedeutung außerhalb Portugals
Später entwickelte sich in Brasilien wieder eine religiös-überhöhte Richtung des Sebastianismus, die von einer Restauration der von Republikanern 1889 gestürzten Monarchie träumte. Die Erwartung der Wiederkehr Sebastians, der die „gottlose“ Neuerung der Republik beseitigen und das Kaiserreich Brasilien wiederherstellen werde, war ein Element der Predigten von Antônio Conselheiro und des Glaubens seiner messianischen Gemeinde in Canudos von 1893 bis 1897.